# Thuris fenestratus
Thuris fenestratus är en insektsart som beskrevs av William D. Funkhouser 1943. Thuris fenestratus ingår i släktet Thuris och familjen hornstritar. Inga underarter finns listade i Catalogue of Life.